# دهستان درازکلا
درازکلا، دهستانی است از توابع بخش بابل‌کنار شهرستان بابل در استان مازندران ایران.

## جمعیت
براساس سرشماری سال ۱۳۸۵جمعیت آن ۷۴۳۱ نفر (۲۱۳۶ خانوار) بوده‌است.